# Caenocryptus salicius
Caenocryptus salicius là một loài tò vò trong họ Ichneumonidae.